# Окулово (Владимирская область)
Окулово — деревня в Муромском районе Владимирской области России, входит в состав Ковардицкого сельского поселения. 

## География
Деревня расположена в 14 км на запад от центра поселения села Ковардицы и в 18 км на запад от Мурома.

## История
Деревня впервые упоминается в окладных книгах Рязанской епархии 1676 года в составе Васильевского прихода, в ней было 30 дворов крестьянских.
В конце XIX — начале XX века деревня входила в состав Папулинской волости Меленковского уезда, с 1926 года — в составе Муромского уезда. С запада к деревне примыкала деревня Панцырево, вошедшая в состав Окулова в 1930-е годы. В 1859 году в деревне числилось 49 дворов, в 1905 году — 105 дворов, в 1926 году — 152 дворов.
С 1929 года деревня являлась центром Окуловского сельсовета Муромского района, с 1954 года — в составе Пестенькинского сельсовета, с 2005 года — в составе Ковардицкого сельского поселения.

## Население
| 1859 | 1905 | 1926 | 2002 | 2010 | 2012 | 2021 |
| ---- | ---- | ---- | ---- | ---- | ---- | ---- |
| 352  | ↗603 | ↗707 | ↘7   | ↗9   | ↘6   | ↗26  |